# Animal Grace
Animal Grace es el undécimo álbum de estudio de la banda de rock canadiense April Wine, y fue publicado en 1984. En ese momento, se dijo que sería el último álbum que grabaría la banda, así como que todos sus miembros se separarían poco después. Sin embargo, en 1992, April Wine se reencontró con una alineación diferente y continúan haciendo giras y grabando nuevo material de manera activa.

## Lista de canciones
Todas las canciones fueron escritas por Myles Goodwyn, excepto donde se indica lo contrario.
1. “This Could Be the Right One” - 4:16
2. “Sons of the Pioneers” – 5:35
3. “Without Your Love” – 4:52
4. “Rock Tonite” – 4:59
5. “Hard Rock Kid” (Myles Goodwyn y Tom Lang) – 3:57
6. “Money Talks” – 3:28
7. “Give Me that Thing Called Love” – 5:03
8. “Too Hot to Handle” – 5:04
9. “Last Time I'll Ever Sing the Blues” – 4:49

## Formación
- Myles Goodwyn - voz, guitarra y teclados
- Brian Greenway - voz y guitarra
- Gary Moffet - guitarra y coros
- Steve Lang - bajo y coros
- Jerry Mercer - batería y coros